# Diodote (philosophe)
Pour les articles homonymes, voir Diodote.
Diodote (grec:Διόδοτος) est un philosophe stoïcien du Ier siècle av. J.-C.

## Biographie
Il enseigna la dialectique à Cicéron chez qui il logeait. Cicéron lui témoigna toujours une grande amitié, et le recueillit lorsqu'il fut devenu aveugle. Il décéda dans la maison de Cicéron peu avant la publication du Brutus, soit vers -46.
Malgré sa cécité, Diodote trouvait le moyen de comprendre et même d'enseigner la géométrie. Il pratiquait chez Cicéron la "lyre à la façon des pythagoriciens" ainsi que la géométrie. 